# Coenosiinae
Sous-famille
Les Coenosiinae forment une sous-famille d'insectes diptères de la famille des Muscidae. Il s'agit d'une des sous-familles présentes en Europe.

## Classification

### Tribus
- Coenosiini
- Limnophorini

### Genres non classés
- Adiplectra Enderlein, 1936
- Aphanoneura Stein, 1919
- Lamprocoenosia Ringdahl, 1945
- Leucocoenosia Ringdahl, 1945
- Trilasia Karl, 1936
- Xanthorrhinia Ringdahl, 1945

## références
1. ↑  (en) List of British Tipulidae, &c.(" Daddy Long-legs"), with notes. GH Verrall - Entomologists Monthly Magazine, 1888